# Бигаро Моро
Бигаро Моро е френски сорт череша, внесен в България от Полша през 1960 г. Стандартен сорт за България от 1965 г.
Получен е от селекционера Сандрин във Франция през 1895 г. Един от основните ранни черешови сортове във Франция, Испания и други страни.
Дървото е средно до умерено растящо. Короната е кълбовидна, ажурна. Цъфтежът е средно ран до полукъсен. Опрашва се от сортовете Наполеон, Ван и др. В плододаване встъпва четири-пет години след засаждането и има добра родовитост. Студоустойчивостта му е добра. Не е особено взискателен към почвените условия. Подходяща подложка е махалебката.
Плодовете узряват края на май – началото на юни. Те са средно едри до едри (със средно тегло 5 гр.), широкосърцевидни, слабо сплеснати откъм гръбната страна. Коремният шев е добре изразен като по-тъмна линия. Кожицата е тъмночервена, лъскава. Месото е хрупкаво, червено, умерено сочно, сладко, слабо кисело и ароматично, с много добро качество. Костилката е средно едра, яйцевидна, почти гладка, полуотделяща се от месото.
Плодовете издържат добре на транспорт и временно съхранение (3 – 4 дни). Подхождат за механизирана беритба. Отлични са за компот и за сок, могат да се замразяват.